# Controle mental
Controle mental é um termo genérico para diversas teorias que propõem que os pensamentos de um indivíduo, bem como seu comportamento, emoções e decisões, possam estar sujeitos à manipulação de fontes externas ou não voluntárias. Basicamente, o controle da mente é o controle bem-sucedido dos pensamentos e ações de outro sem o seu consentimento. O termo também pode ser usado em teorias controversas de manipulação arbitrária do pensamento de um indivíduo, como na lavagem cerebral (do inglês brainwashing).

## Concepções
A possibilidade do controle da mente e os métodos para assumi-la (de forma direta ou sutil) são temas para discussões entre psicólogos, neurocientistas e sociólogos. A definição exata de controle mental e a extensão de sua influência sobre o indivíduo também são debatidos. A questão de controle mental já foi discutida em conjunto com religião, política, prisioneiros de guerra, totalitarismo, manipulação de células neurais, cultos, terrorismo, tortura e alienação paternal.
Os diferentes pontos de vista sobre o assunto possuem implicações legais. Controle mental foi o tema do caso judicial de Patty Hearst e de vários julgamentos envolvendo novos movimentos religiosos. Questões sobre controle mental são levantadas em debates éticos relacionados ao assunto do livre-arbítrio.
Enquanto o controle mental continua sendo um assunto controverso, a principal possibilidade de suas influências sobre um indivíduo por métodos como publicidade, manipulação da mídia, propaganda, dinâmicas de grupo e pressão pública são bem pesquisados pela psicologia social e, hoje, são indisputados.

## Pesquisas
Manipulação eletromagnética de neurônios, desde que foi descoberto que células neurais podem ser queimadas sob o estabelecimento de uma voltagem potencial ao redor da membrana da célula, por volta da década de 1930, foi sugerida como uma tecnologia empregada como hipnose em vítimas insuspeitas por agentes do governo americano. Esse tipo de hipnose era empregado durante o sono da pessoa, quando ela desconhece totalmente o que está havendo. O fato de a vítima estar inconsciente disto (e, portanto, incapaz de impedir o que está sendo feito) faz, deste, o único método onde a hipnose é considerada controle mental propriamente dito.
A crença de que alguém esteja sendo manipulado ou controlado por forças externas também é reconhecida como um dos principais sintomas do complexo de paranoia, entre outras psicoses. Geralmente, essas sensações são de invasão ou controle total por entidades diversas como satélites governamentais em órbita, agentes do governo, aparelhos de televisão, animais, alienígenas, ou anjos e demônios. Os que sofrem desse tipo de complexo podem chegar a extremos mesmo com uma total falta de evidências sobre o que poderia estar controlando-as. Terapia psiquiátrica com medicamentos antipsicóticos muitas vezes podem dar fim à paranoia ou pelo menos minimiza-la. Em alguns casos, no entanto, especialmente em casos de internação, a pessoa pode ver o tratamento como outra forma de controle mental. A crença de uma pessoa de estar sob controle mental é um indicador da psicose apenas quando isto se torna uma fixação obsessiva.
Em 2016, pesquisadores relataram que eles acreditam ser o primeiro esforço bem-sucedido para mexer os dedos individualmente e independentemente um do outro usando um "braço" artificialmente controlado para controlar o movimento.